# Picea
Picea este un gen care cuprinde circa 35 de specii de conifere din familia Pinaceae.